# Chrysothemis melittifolia
Chrysothemis melittifolia là một loài thực vật có hoa trong họ Tai voi. Loài này được M.M.Mora & J.L.Clark mô tả khoa học đầu tiên năm 2016.

## Hình ảnh

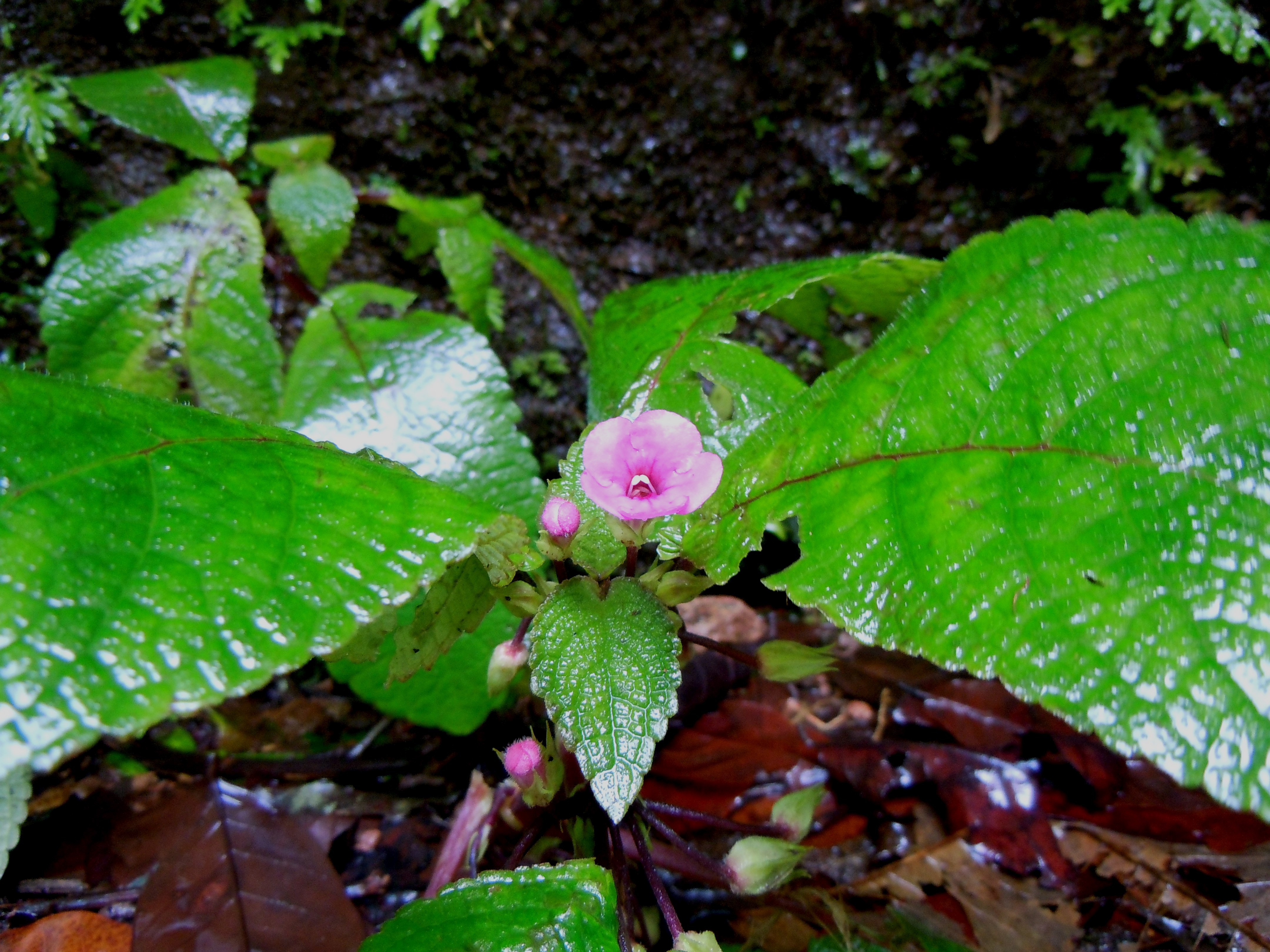
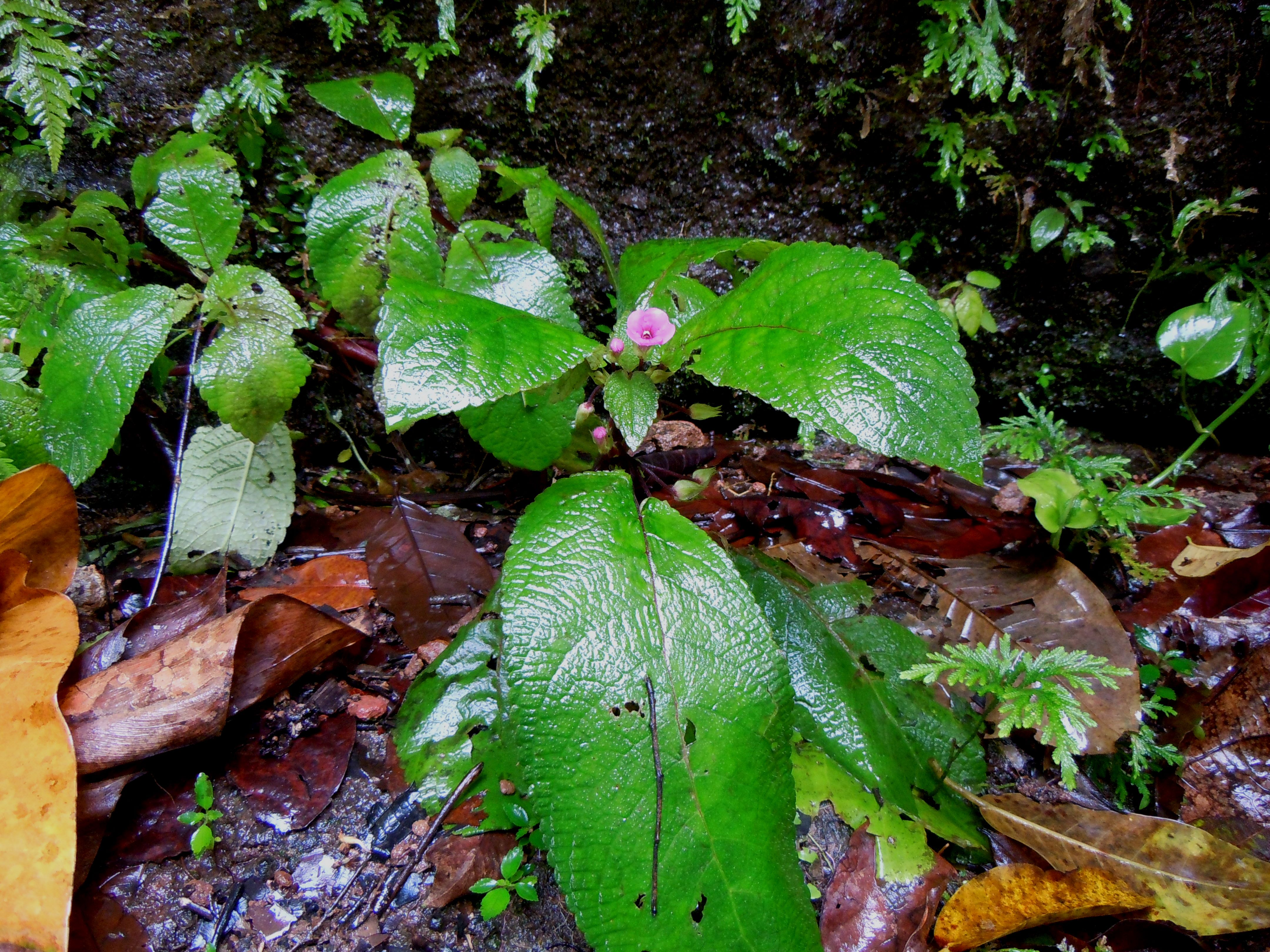